# Ley del estadístico inconsciente
En teoría de la probabilidad y estadística, la ley del estadístico inconsciente, o LEI, es un teorema utilizado para calcular el valor esperado de una función g(X) de una variable aleatoria X cuando se conoce la distribución de probabilidad de X pero no se conoce la distribución de g(X). La forma de la ley puede depender de la forma en que se establece la distribución de probabilidad de la variable aleatoria  X.  Si es una distribución discreta y se conoce su función de masa de probabilidad ƒX (pero no ƒ g(X)), entonces el valor esperado de g(X) es
{\displaystyle \mathbb {E} [g(X)]=\sum _{x}g(x)f_{X}(x),\,}
donde la suma es sobre todos los valores posibles  x de X. Si es una distribución continua y se conoce su función de densidad de probabilidad ƒX (pero no ƒg(X)), entonces el valor esperado de g(X) es
{\displaystyle \mathbb {E} [g(X)]=\int _{-\infty }^{\infty }g(x)f_{X}(x)\,\mathrm {d} x}
Si uno conoce la función de distribución acumulativa FX (pero no Fg(X)), entonces el valor esperado de g(X) viene dado por una integral de Riemann-Stieltjes
{\displaystyle \mathbb {E} [g(X)]=\int _{-\infty }^{\infty }g(x)\,\mathrm {d} F_{X}(x)}
(de nuevo asumiendo que X toma valores en los reales).

## Etimología
Esta proposición se conoce como la ley del estadístico inconsciente debido a una supuesta tendencia a usar la identidad sin darse cuenta de que debe tratarse como el resultado de un teorema rigurosamente probado, no simplemente una definición.

## Distribuciones conjuntas
Una propiedad similar se mantiene para distribuciones conjuntas. Para las variables aleatorias discretas X e Y, una función de dos variables g, y la función de masa de probabilidad conjunta f(x,  y):
{\displaystyle \mathbb {E} [g(X,Y)]=\sum _{y}\sum _{x}g(x,y)f(x,y)}
En el caso absolutamente continuo, con f(x,  y) siendo la función de densidad de probabilidad conjunta,
{\displaystyle \mathbb {E} [g(X,Y)]=\int _{-\infty }^{\infty }\int _{-\infty }^{\infty }g(x,y)f(x,y)\,\mathrm {d} x\,\mathrm {d} y}

## Demostración
Esta ley no es un resultado trivial de las definiciones como podría parecer a primera vista, sino que debe ser probada.<nombreref = "Ross2010" />

### Caso continuo
Para una variable aleatoria continua X, sea Y = g(X), y supongamos que g es diferenciable y que su inversa g−1 es monótona. Por la fórmula para funciones inversas y diferenciación,
{\displaystyle {\frac {d}{dy}}(g^{-1}(y))={\frac {1}{g^{\prime }(g^{-1}(y))}}}
Porque x = g−1(y),
{\displaystyle dx={\frac {1}{g^{\prime }(g^{-1}(y))}}dy}
De modo que por un cambio de variables,
{\displaystyle \int _{-\infty }^{\infty }g(x)f_{X}(x)\,dx=\int _{-\infty }^{\infty }yf_{X}(g^{-1}(y)){\frac {1}{g^{\prime }(g^{-1}(y))}}\,dy}
Ahora, obsérvese que debido a que la función de distribución acumulativa {\displaystyle F_{Y}(y)=P(Y\leq y)}, sustituyendo el valor de g(X), tomando el inverso de ambos lados, y reorganizando los rendimientos {\displaystyle F_{Y}(y)=F_{X}(g^{-1}(y))}. Luego, por la regla de la cadena,
{\displaystyle f_{Y}(y)=f_{X}(g^{-1}(y)){\frac {1}{g^{\prime }(g^{-1}(y))}}}
Combinando estas expresiones, encontramos
{\displaystyle \int _{-\infty }^{\infty }g(x)f_{X}(x)\,dx=\int _{-\infty }^{\infty }yf_{Y}(y)\,dy}
Por la definición de valor esperado,
{\displaystyle \mathbb {E} [g(X)]=\int _{-\infty }^{\infty }g(x)f_{X}(x)\,dx}

### Caso discreto
Sea {\displaystyle Y=g(X)}. Luego considérese la definición del valor esperado.
{\displaystyle \mathbb {E} [Y]=\sum _{y}yf_{Y}(y)}
{\displaystyle \mathbb {E} [g(X)]=\sum _{y}yP(g(X)=y)}
{\displaystyle \mathbb {E} [g(X)]=\sum _{y}y\sum _{x\,:\,g(x)=y}f_{X}(x)}
{\displaystyle \mathbb {E} [g(X)]=\sum _{x}g(x)f_{X}(x)}

### De la teoría de la medida
Puede obtenere una derivación técnicamente completa del resultado utilizando argumentos en teoría de la medida, en los que el espacio de probabilidad de una variable aleatoria transformada g(X) esté relacionado con el de la variable aleatoria original X. Los pasos aquí implican definir una medida progrediente para el espacio transformado, y el resultado es entonces un ejemplo de una fórmula de cambio de variables.
{\displaystyle \int _{\Omega }g\circ X\,\mathrm {d} P=\int _{\Omega _{X}}g\,\mathrm {d} (X_{*}P)}
Se dice que {\displaystyle X:(\Omega ,\Sigma ,P)\to (\Omega _{X},\Sigma _{X})} tiene una densidad si la medida progrediente (pushforward) {\displaystyle \mathrm {d} (X_{*}P)} es absolutamente continua con respecto a la medida de Lebesgue {\displaystyle \mu }. En ese caso,
{\displaystyle \mathrm {d} (X_{*}P)=f\,\mathrm {d} \mu ,}
donde {\displaystyle f:{\Omega _{X}}\to \mathbb {R} } es la densidad (véase derivada de Radon-Nikodym). Así que lo anterior se puede reescribir como el más familiar
{\displaystyle \mathbb {E} [g(X)]=\int _{\Omega }g\circ X\,\mathrm {d} P=\int _{\Omega _{X}}g(x)f(x)\,\mathrm {d} x.}